# When We Stand Together
"When We Stand Together" é um single da banda de rock canadense Nickelback. É o primeiro single de seu sétimo álbum Here and Now.

## Lançamento
"When We Stand Together", juntamente com "Bottoms Up (canção)", foram feitas gratuitamente para ser ouvida no site oficial da banda em 22 de setembro de 2011. Ambas as canções foram lançadas como singles em 26 de setembro e disponível para download digital em 27 de setembro. O vídeo da música foi lançado em 3 de novembro de 2011.
"When We Stand Together" foi usada como canção tema da WWE, no Tribute to the Troops. A banda também realizou esta canção no evento. Em fevereiro de 2012, a música alcançou mais de 49 milhões de visualizações no YouTube.

## Vídeo da música
O vídeo oficial foi dirigido por Justin Francis e fez sua estréia em 3 de novembro de 2011, no Big Morning Buzz Live no VH1.

## Lista de faixas
| N.º | Título                                   | Duração |  |
| 1.  | "When We Stand Together" (Radio Version) | 3:10    |  |
| 2.  | "Bottoms Up" (Radio Version)             | 3:38    |  |

## Gráficos e certificações
| País/Parada (2011)                    | Melhor posição |
| ------------------------------------- | -------------- |
| Alemanha (Media Control Charts)       | 6              |
| Austrália (ARIA)                      | 20             |
| Áustria (Ö3 Austria Top 75)           | 8              |
| Canadá (Canadian Hot 100)             | 10             |
| Dinamarca (Hitlisten)                 | 24             |
| Escócia (The Official Charts Company) | 31             |
| Finlândia (Suomen virallinen lista)   | 2              |
| Holanda (Dutch Top 40)                | 12             |
| Holanda (MegaCharts)                  | 33             |
| Hungria (MAHASZ)                      | 7              |
| Japão (Japan Hot 100)                 | 16             |
| Noruega (VG-lista)                    | 11             |
| Polônia (ZPAV)                        | 5              |
| Reino Unido (UK Rock Chart)           | 1              |
| Reino Unido (UK Singles Chart)        | 41             |
| Suécia (Sverigetopplistan)            | 11             |
| Suíça (Schweizer Hitparade)           | 6              |
| U.S. (Billboard Hot 100)              | 44             |
| U.S. (Billboard Pop Songs)            | 30             |
| U.S. (Billboard Adult Pop Songs)      | 12             |
| U.S. (Billboard Radio Songs)          | 69             |
| U.S. (Yahoo! Video)                   | 8              |
| U.S. (MySpace Songs)                  | 25             |

| País/Parada (2011)              | Melhor posição |
| ------------------------------- | -------------- |
| Alemanha (Media Control Charts) | 85             |

| País      | Certificação | Vendas |
| --------- | ------------ | ------ |
| Austrália | Platina      | 70.000 |
| Canadá    | Platina      | 80.000 |